# Tristellateia pubescens
Tristellateia pubescens är en tvåhjärtbladig växtart som beskrevs av Henri Ernest Baillon. Tristellateia pubescens ingår i släktet Tristellateia och familjen Malpighiaceae. Inga underarter finns listade i Catalogue of Life.